# 3054 Strugatskia
3054 Strugatskia è un asteroide della fascia principale del diametro medio di circa 25,14 km. Scoperto nel 1977, presenta un'orbita caratterizzata da un semiasse maggiore pari a 3,0931962 UA e da un'eccentricità di 0,2109348, inclinata di 2,07867° rispetto all'eclittica. Fu battezzato "Strugatskia" nel 1985, in onore dei fratelli Arkadij e Boris Strugackij, scrittori russi di fantascienza.